# Royal Opera House Muscat
La Royal Opera House Muscat (in arabo دار الأوبرا السلطانية مسقط), abbreviato con l'acronimo ROHM, è un teatro multiuso situato a Mascate, la capitale dell'Oman.
Il teatro dell'opera si trova nel quartiere Shati Al-Qurm. Costruito tra il 2007 e il 2011 su ordine del sultano Qabus dell'Oman dalla azienda britannica di costruzioni Carillion, l'edificio ha una capacità di circa 1.100 posti. È stato ufficialmente inaugurato il 12 ottobre 2011, con una produzione dell'opera Turandot, diretta dal tenore spagnolo Plácido Domingo.
Il complesso è costituito da un teatro per concerti, un auditorium, dei giardini paesaggistici, un mercato culturale con negozi al dettaglio, ristoranti di lusso e un centro d'arte per produzioni musicali, teatrali e operistiche.